# Gérard de Zottegem
Gérard de Zottegem ou Sottegem est un seigneur Flamand connu pour sa participation à la guerre entre Philippe le Bel, roi de France, et Gui de Dampierre, comte de Flandre, les seigneurs et les villes du comté de Flandre entre 1297 et 1305.  Il fait partie des représentants flamands désignés par le comte de Flandre pour négocier les trêves et une paix définitive avec le roi. Les négociations aboutissent au Traité d'Athis de la Saint-Jean 1305.
Gérard de Zottegem est un seigneur possessionné dans la région d'Alost, à proximité de Gand. Son mariage avec Marie, vicomtesse de Gand, lui permet de devenir châtelain de la ville, capitale des comtes de Flandre, et à ce titre, il participe à la guerre contre le roi dans le camp de Gui de Dampierre. En 1300, il échange ce château contre celui de Saeftinghe, situé lui aussi dans les environs de Gand.
Le 24 septembre 1304, il est chargé par Robert de Béthune, fils de Gui de Dampierre, avec Jean de Cuyck, Jean de Gavres et Gérard le Moor, d'entamer des négociations avec le roi de France visant à proclamer des trêves puis s'accorder sur un traité de paix, à la suite de la victoire royale à Mons-en-Pévèle le 18 août et de la mise en place du siège de Lille le 20 août. Par la suite, il participe avec les trois autres seigneurs flamands aux négociations de paix avec les personnages désignés par le roi pour le représenter : Louis, comte d'Evreux et frère cadet de Philippe le Bel, Amédée, comte de Savoie, Robert, duc de Bourgogne et Jean, comte de Dreux. En mars 1305, il accompagne Jacques de Saint-Aubert et Hugues de La Celle, envoyés par Philippe le Bel pour recevoir le serment des nobles et des bourgeois des principales villes de Flandre de ratifier et respecter le traité de paix à venir. Il assiste notamment à la prestation de serment des brugeois le 11 mars, en présence de trois des fils du comte Gui, Philippe de Thiette, Jean et Henri de Namur. Il est présent deux jours plus tard avec les mêmes princes à Gand où se reproduit la même cérémonie qu'à Bruges. À la Saint-Jean 1305 (vers le 24 juin), à Athis, Gérard de Zottegem scelle l'acte de paix, dans lequel il est mentionné comme négociateurs, avec les trois autres plénipotentiaires flamands et les quatre français. Les flamands et notamment les brugeois refusant de ratifier le traité d'Athis, de nouvelles négociations sont entamées et le 23 février 1307, Robert de Béthune renouvelle ses pouvoirs à Gérard de Zottegem et ses compagnons. Celles-ci aboutissent en avril 1309 au traité de Paris.

## Sources et bibliographies
- Limburg Stirum, comte Thierry de, Codex diplomaticus Flandriae ab anno 1296 ad usque 1325 ou Recueil de documents relatifs aux guerres et dissensions suscitées par Philippe-le-Bl, Roi de France, contre Gui de Dampierre, comte de Flandre, publié et annoté par le Comte Thierry de Limburg-Stirum, Bruges, Aimé de Zuttere, imprimeur de la Société d'Émulations, Bruges, 1879 lien vers le tome 1, lien vers le tome 2
- Funck-Brentano, Frantz, Les origines de la Guerre de Cent Ans : Philippe le Bel en Flandre, Paris, H. Champion, 1896 lien vers Archive.org
- Favier, Jean, Philippe le Bel, Paris, Fayard, 1998